# Диди
Валдир Переира или Диди (порт. Valdir Pereira; Кампос дос Гојтаказес, 8. октобар 1929 — Рио де Жанеиро, 12. мај 2001) је био бразилски фудбалер.
Рођен је у Рио де Жанеиру. Био је познат по извођењу слободних удараца, тзв. суви лист. Играо је на три светска првенства. Био је тренер Перуа на светском првенству 1970. године. Био је у чувеном тандему Бразила заједно са Пелетом,Гаринчаом и Ваваом.